# April Winchell
April Terri Winchell (Nueva York, Estados Unidos, 4 de enero de 1960) es una actriz de voz, guionista, presentadora de radio y comentarista de color estadounidense. Es principalmente conocida por interpretar a la vaca Clarabella en la franquicia de Disney desde 1996.

## Primeros años
Winchell nació en 1960. Es hija de ventrílocuo y comerciante Paul Winchell (1922-2005) y su segunda esposa, Nina Russel. En sus escritos de weblog y apariciones de radio, describe su infancia con muchas referencias al gran talento de su padre, así como a los muchos incidentes perturbadores debido a sus problemas de salud mental.

## Carrera

### Actuación

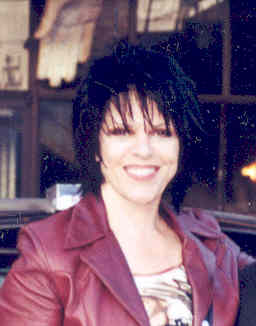
Winchell en Los Ángeles, California en junio de 2004

Los proyectos de Winchell incluyen el papel de Sylvia en Galaxia Wander, una serie animada de Disney Channel que presentar a Jack McBrayer en el papel principal. Creado por los productores de Las Chicas Súperpoderosas, Craig McCracken y Lauren Faust, el programa narra las aventuras de Wander y su fiel (y cínica) corcel Sylvia, mientras viajan por el universo. La serie se estrenó en Disney Channel en septiembre de 2013.
Como actriz de doblaje, se la ha escuchado en ciertas series animadas de televisión, como La Tropa Goofy (como Peg Pete), Recess (como la Sra. Muriel Finster), House of Mouse y La Casa de Mickey Mouse (como Clarabella), Bonkers (como la esposa de Lucky, Dyl Piquel), Pepper Ann (como la madre del personaje principal, Lydia Pearson), y The Kids from Room 402 (como la maestra de la escuela Miss Gracie Graves, junto con varios otros personajes que aparecen en el programa), The Legend of Tarzan (reemplazando a Rosie O'Donnell como Terk en la película original), 101 dálmatas: la serie (como Cruella de Vil), SWAT Kats: The Radical Squadron (como Molly Mange). Robot and Monster, Phineas y Ferb y Kim Possible.
También ha expresado a personajes en numerosas películas, incluyendo Antz, ¿Quién engañó a Roger Rabbit?, y  Rob Zombie's The Haunted World of El Superbeasto. Winchell interpretó a la dama del "Glendale Federal Bank", una cliente cínica y malhumorada aliviada por el servicio de su nuevo banco, en una serie de comerciales de radio, que Winchell escribió y dirigió ella misma. Los comerciantes llamaron la atención de Roseanne Barr, quien la contrató como escritora de comedia de situación homónima de Barr.

### Radio
Además de sus muchas contribuciones a la publicidad radiofónica como directora, escritora e intérprete, Winchell también presentó un programa de entrevista radiales en KFI, una estación de radio de Los Ángeles. Este programa de fin de semana estuvo al aire durante tres años y disfrutó del crecimiento de la audiencia más rápido en la historia de la estación. Posteriormente al final de este programa en noviembre de 2002, apareció semi-regularmente en el programa Ask Marc Germain en KABC, una estación AM también en Los Ángeles, hasta que el programa terminó en febrero de 2007.
En 2005, Winchell firmó un acuerdo con el servicio de televisión de pago estadounidense HBO para desarrollar y presentar un programa en Sirius Satellite Radio. Sin embargo, en su sitio web oficial el 3 de mayo de 2006, anunció que las negociaciones entre HBO y Sirius se habían estancado, dejando su programa en el limbo.
El 16 de marzo de 2007, regresó a apariciones de radio semi-regulares en The Marc "Mr. K" Germain Show en KTLK -AM (el nuevo programa presentado por el ex Sr. KABC) y apareció dos veces al mes. (Sus apariciones en el programa de Germain están disponibles en su sitio web además del sitio web de KTLK ). recuento de un hecho que ella denominó "Croissantgate" (KABC le proporcionó a Bill O'Reilly cruasanes que no estaban lo suficientemente frescos para su gusto, lo que provocó una conmoción en la estación).

### Teatro
Como actriz de teatro musical, interpretó a Ado Annie en el renacimiento de Columbia Artists of Oklahoma. y también apareció junto a Kevin Spacey en Gypsy.
Además, Winchell escribió y protagonizó como "Sheila Sands" en su espectáculo en el Teatro Roxy en Los Ángeles antes multitudes agotadas. El espectáculo fue producido por Lily Tomlin y Jane Wagner, quienes la describieron en el Café Largo de Hollywood. Winchell repitió el personaje para abril para Brad Garrett en el MGM Grand de Las Vegas en 2013.
También ha sido panelista frecuente en la versión en vivo de What's My Line? en el ACME Comedy Theatre de Hollywood.

### Publicidad
En 1992, Winchell en su entonces esposo Mick Kuisel formaron Radio Savant Productions, una productora de publicidad radial. Desde entonces, Winchell ha recibido muchos premios, incluidos Cannes, Clio, The $100,000 Mercury Award y The International Grand Andy (otorgado por la Asociación de Productores Comerciales Independientes); fue la única vez que se entregó el Andy por radio. Winchell también proporcionó la premiada publicidad de radio y televisión de Big Bear Mountain Resorts durante más de 20 años.

### Internet
El sitio web oficial de Winchell contiene un enlace a su biografía y biblioteca de IMDb de piezas musicales inusuales y ajenas.
Antes de 2009, Winchell mantuvo un sitio web personal que, además de las piezas musicales, registraba las actividades de actor, que incluyen su vida profesional, personal y romántica. En octubre de 2009, Winchell (bajo el seudónimo de "Helen Killer") lanzó Regretsy, un sitio web de Blog que satirizaba a Etsy. En cuatro días, el sitio había recibido casi 90 millones de visitas. Este gran éxito viral llamo la atención de Random House, quien posteriormente ganó una guerra de ofertas para publicar un libro basado en el sitio web Regretsy. El libro, que se publicó el 6 de abril de 2010, presenta artesaniasy obras humorística y extraña de varios artista diferentes, así como ensayos sobres la vida personal de Winchell, su infancia y sus propios fracasos artesanales. A partir del 1 de marzo de 2012, el sitio Regretsy había recaudado más de $200.000 para causas benéficas. La popularidad de la sección "Not Remotely Steampunk" de Regretsy inspiro un vídeo musical real "chap hop". Winchell dejó de actualizar Regretsy el 1 de febrero de 2013.
Winchell hizo varias apariciones en los primeros episodios de la serie de transmisión por Internet "Talk Radio One", entrevistada por el ex locutor de radio de Los Ángeles Marc Germain. Se convirtió en invitada semanal de la serie a partir del 2017.

## Otros trabajos
Winchell trabajó en el videojuego Toonstruck de 1996 en el que prestó su voz a varios personajes, incluidos Ms. Fit, Polly, Punisher Polly y Dr. Payne's Receptionist. No solo prestó su voz a los personajes, sino que también trabajó como directora de casting y diálogos para el juego. También trabajó como escritora de golpes para Recess: School's Out y escribió tres episodios de la comedia estadounidense Roseanne.

## Vida personal
En transmisiones de su programa KFI, en su diario web y en varios otros sitios web, Winchell reveló que ella y Kevin Spacey salieron después de la escuela secundaria. El 19 de agosto de 2005, anunció en su sitio web que le habían diagnosticado cáncer de tiroides en etapa 4. Para promover la solidaridad durante su tratamiento de radiación, emitió sus propias pulseras "Glow in the Dark", para que uno pudiera "brillar junto con April". Ella se recuperó por completo. Winchell es partidario de organizaciones benéficas, incluido Project Angel Food, un servicio con sede en Los Ángeles que proporciona comidas a personas confinadas en sus hogares que viven con SIDA. Su sitio web, Regretsy, generó fondos de caridad a través de la venta de productos de Regretsy. El 17 de abril de 2011, Winchell creó April's Army, que realizó campañas mensuales en las que todas las ganancias se destinaron a un miembro Regretsy seleccionado que había enfrentado dificultades. El 5 de diciembre de 2011, Regretsy inició un programa Secret Santa, recolectando donaciones para regalos para niños necesitados.